# アメリカ人 (写真)
『アメリカ人』（アメリカじん、The Americans）は、1958年にフランスで出版されたロバート・フランクによる写真集である。翌年の1959年にはアメリカで出版され、戦後アメリカの写真に多大な影響を与えた。この写真集に掲載された写真はアメリカ社会の遠景をとらえていることから、注目に値した。この写真集は全体として、現代の価値観に懐疑的で、いたるところにある孤独を呼び起こすと言われた時代の複雑な肖像を作った。「フランクはグッゲンハイム奨学金を使って、商業的なものにとらわれない何か新しいことをしようと試みた」 。

## 背景
1949年、カメラマガジンの新しい編集者であるウォルター・ラウブリ (1902～1991年) は、帰国したばかりの25歳のロバート・フランクの作品と並んで、上流階級の娯楽施設や工場で作成されたヤコブ・タゲナーの写真の実質的なポートフォリオを発表した。2 年間の海外滞在を経て母国スイスに移り、ニューヨークでの最初の写真をページに掲載している。雑誌は、スイスの「新しい写真」の代表として2人を宣伝した。
タゲナーは、フランクの上司でありメンターであるチューリッヒのコマーシャル写真家マイケル・ウォルゲンシンガー (1913–1990) によって最初に彼に言及された若いアーティストのロールモデルであった. グイド・マグナグアグノ とツゲナー・ファブリック (1943) によると写真として無声映画のように詩的に配列され、テキストなしで構想されたこの本は、15年後にパリで1958年にデルピールによって出版されたフランクのレ・アメリカの概念のモデルだった。
仲間のスウィス・ツゲナーの本、 Bill BrandtのThe English at Home (1936 年)、  、およびウォーカー・エヴァンス「アメリカン・フォトグラフ」  (1938 年)、 に触発され、Evans (以前の受賞者) の推薦に基づいて、 アレクセイ・ブロドヴィッチ、アレクサンダー・リーバーマン、エドワード・スタイケン、マイヤー・シャピロフランクは、1955 年にジョン・サイモン・グッゲンハイム記念財団からグッゲンハイム フェローシップを獲得し、アメリカ中を旅して、その社会のあらゆる層を写真に収めた。彼は次の 2 年間の一連のロードトリップの一部に家族を連れて行き、その間に 28,000 枚の写真を撮った。それらのうち83枚だけが最終的に「アメリカ人」に掲載するために彼によって選択された。
Sean O'HaganはThe Guardianに寄稿し、 David Campanyの写真の遠征への重要な旅、 The Open Road (2014) の出発点としてThe Americansを含めたことについて、次のように述べている。グッゲンハイム奨学金は、商業的なものにとらわれない、何か新しいことをする権利を与える。彼の目的は、やや陰気な部外者の目の前で展開するアメリカを撮影すだった。当初から、フランクは伝統的な『ライフ』誌のロマンチックなルポタージュ派に反対していた」 
フランクの旅には何事もなかったわけではない。アーカンソー州をドライブ中、フランクは共産主義者であると非難された警察に止められた後、恣意的に3日間投獄された (彼らの理由: 彼はみすぼらしい服装をしていた、彼はユダヤ人だった。彼はロシア語を持つ人々からの彼の人についての手紙を持っていた。彼の子供たちはパブロとアンドレアという外国の響きの名前を持っていて、彼は外国のウィスキーを持っていた。彼はまた、南部のどこかの保安官から、「街を出るのに1時間かかる」と言われた。

## 序章
1957年にニューヨークに戻った直後、フランクはパーティーの外の歩道でビートライターのジャック・ケルアックに会い、旅行の写真を見せた。ケルアックはすぐにフランクに「これらの写真について何か書くことができると思う」と言い、彼はThe Americansの米国版の紹介を寄稿した。 

## スタイル
フランクは、人種や階級の違いよりもアメリカの文化と富の光沢に緊張感を見出し、それが彼の写真を現代のほとんどのアメリカ人フォトジャーナリストの写真と明確な対照をなすものだった。 

## 批判的な見解
この本は当初、米国で厳しい批判を受けた。米国では、本のトーンが国家の理想を軽蔑するものとして認識された。フランクが直面した批判の多くは、彼のフォトジャーナリズムのスタイルにも関連した。ハンドヘルドカメラの即時性が、結果として得られる画像に技術的な欠陥をもたらした。たとえば、ポピュラー・フォトグラフィーは、フランクの画像を「意味のないぼかし、粒子、泥だらけの露出、酔った地平線、および一般的なずさんさ」として嘲笑した。これは、フランクに直接インスピレーションを与えたウォーカー・エヴァンスの『 American Photographs 』とは対照的であり、大判のビューカメラで撮影された堅固なフレームの画像を使用している。 最初は売り上げも低かったが、ケルアックの紹介により、ビート現象の人気により、より多くの聴衆に届くようになった。時間の経過とともに、後のアーティストのインスピレーションを通じて、「アメリカ人」は、アメリカの写真と美術史における重要な作品と見なされるようになり、フランクが最も明確に識別される作品になった。

社会学者のハワード S. ベッカーは、アメリカ人について社会分析として次のように書いている。
ロバート・フランク (...) の非常に影響力のある『アメリカ人』は、トクヴィルのアメリカ制度の分析と、マーガレット・ミードとルース・ベネディクトによる文化的テーマの分析の両方を思い起こさせる。フランクは、全国の散在する場所で撮影された写真を提示し、国旗、自動車、人種、レストランなどのテーマに何度も立ち返る。アメリカ文化の象徴。 

## 発行履歴
フランクは当時の写真の基準から逸脱していたため、最初はアメリカの出版社を確保するのに苦労した。Les Américains1958 年 5 月 15 日に、パリのロバート デルピールによってEncyclopédie Essentielleシリーズの一部として最初に出版された。シモーヌ・ド・ボーヴォワール、アースキン・コールドウェル、ウィリアム・フォークナー、ヘンリー・ミラー、ジョン・スタインベックの著作が含まれており、デルパイアはフランクの写真の反対側に配置した。 多くの人は、フランクの写真は、会話よりも文章を説明するのに役立つと考えた。表紙はソール・スタインバーグの絵で飾られた。
1959年、『アメリカ人』は最終的にGrove Pressによって米国で出版された。ケルアックによって追加された紹介と、写真の簡単なキャプションが、ウォーカー・エヴァンスの『アメリカン・フォトグラフス』のレイアウトを反映することを意図した本の唯一のテキストだった。 
本の初版発行から 50 周年 (2008 年 5 月 15 日) を記念して、新しい版がSteidlから発行された。 フランクは、彼のオリジナルプリントの最新のスキャンとトリトーン印刷を使用したこの版のデザインと制作に関与した。本の新しいフォーマットが考案され、新しいタイポグラフィが選択され、新しい表紙がデザインされ、フランクは本のクロス、箔押し、見返しを選んだ。 『アメリカ人』のすべての版で行ったように、フランクは多くの写真のトリミングを変更し、通常はより多くの情報を含め、わずかに異なる 2 枚の写真を使用した。

## 展示会
- アクランド美術館、ノースカロライナ大学チャペルヒル校、ノースカロライナ州チャペルヒル、2008/2009 [15]
- 見る：ロバート・フランクのアメリカ人、ナショナル・ギャラリー・オブ・アート、ワシントンDC、2009年。 [16]サンフランシスコ近代美術館、カリフォルニア州サンフランシスコ、2009年。 [17] [18] [19]メトロポリタン美術館、ニューヨーク市、2009 [20]

## 出展
1. 1 2 3  O'Hagan, Sean (2014年11月30日). “The Open Road: Photography and the American Road Trip review – a survey of photographers' journeys”. The Guardian.  オリジナルの2016年4月10日時点におけるアーカイブ。 2015年3月15日閲覧。
2. ↑  Smith, R. J (2017), American witness : the art and life of Robert Frank (First ed.), Da Capo Press, ISBN 978-0-306-82336-7
3. ↑  Tuggener, Jakob (1943), Fabrik; ein Bildepos der Technik, Rotapfel-verlag,  オリジナルの2018-08-22時点におけるアーカイブ。 2018年8月23日閲覧。
4. ↑  Brandt, Bill (1936), The English at home, C. Scribner's sons ; London : B.T. Batsford,  オリジナルの2018-08-23時点におけるアーカイブ。 2018年8月23日閲覧。
5. ↑  Evans, Walker; Kirstein, Lincoln, 1907- (1938), American photographs, The Museum of Modern Art,  オリジナルの2018-08-23時点におけるアーカイブ。 2018年8月23日閲覧。
6. ↑  Tom Maloney U. S. Camera 1958. U. S. Camera Publishing, New York, 1957, p.115
7. ↑  Greenough, Sarah; Alexander, Stuart; National Gallery of Art (U.S.) (2009), Looking in : Robert Frank's The Americans (Expanded ed.), National Gallery of Art ; [Göttingen] : Steidl, p. 152, ISBN 978-3-86521-806-3
8. ↑  Day, Jonathan; Frank, Robert, 1924- (2011), Robert Frank's The Americans : the art of documentary photography, Intellect, p. 118, ISBN 978-1-84150-315-8
9. ↑  “Robert Frank”.   John Simon Guggenheim Memorial Foundation. 2015年7月6日時点のオリジナルよりアーカイブ。2015年7月5日閲覧。
10. ↑  Dawidoff, Nicholas (2012年7月14日). “The Man Who Saw America”. The New York Times Magazine.  オリジナルの2015年9月5日時点におけるアーカイブ。 2015年9月15日閲覧。
11. 1 2  Papageorge, Tod (1981). Walker Evans and Robert Frank: An Essay on Influence. Yale University Art Gallery
12. ↑  Becker (2009年). “Photography and Sociology”.   American Ethnography Quasimonthly. 2010年12月2日時点のオリジナルよりアーカイブ。2009年1月17日閲覧。
13. ↑  Ladd (2012年5月9日). “Master of the Photobook: Robert Delpire's Long and Legendary Influence”. Time. 2015年11月9日時点のオリジナルよりアーカイブ。2015年9月14日閲覧。
14. ↑  “The Americans by Robert Frank”.  Steidl. 2008年5月6日時点のオリジナルよりアーカイブ。2003年3月2日閲覧。
15. ↑  Vuncannon (2008年12月17日). “Ackland's collection of prints from Robert Frank's The Americans”. INDY Week. 2019年4月28日閲覧。
16. ↑  Sun. “National Gallery of Art Premieres Robert Frank Exhibition”. The Hive. 2016年7月13日時点のオリジナルよりアーカイブ。2019年4月28日閲覧。
17. ↑  “The making of Robert Frank's 'The Americans'” (2009年6月13日). 2019年4月28日時点のオリジナルよりアーカイブ。2019年4月28日閲覧。
18. ↑  Baker (2009年6月2日). “Looking in on photographer Robert Frank”. SFGate. 2019年4月13日時点のオリジナルよりアーカイブ。2019年4月28日閲覧。
19. ↑  “SFMOMA PRESENTS LOOKING IN: ROBERT FRANK’S "THE AMERICANS" · SFMOMA”. www.sfmoma.org. 2019年4月30日時点のオリジナルよりアーカイブ。2019年4月28日閲覧。
20. ↑  “Looking In: Robert Frank's The Americans”. www.metmuseum.org. 2019年4月28日時点のオリジナルよりアーカイブ。2019年4月28日閲覧。